# 祝廷華
祝廷華（1870年—1939年），字丹卿，号怡园、又号毅丞，晚号愚山佚叟，江蘇省常州府江陰縣人，清末民初文人、書法家。光緒進士，曾任吏部主事。

## 生平
祝廷華出身望族，十九岁中秀才，光绪二十八年（1902年）中举，光緒二十九年（1903年）聯捷癸卯科進士。同年閏五月，以主事分部学习。官吏部文选司主事，以祖母病乞归。曾任江阴劝学所所长，大力发展地方教育。辛亥革命期間，加入同盟会，任分部部长。
民国十三年，发起成立陶社，刊印《江上诗钞》、《先哲遗书》等二十馀种。同年冬，创办“征存学院”（江阴师范学校）前身。抗日戰爭初，拒絕汪精衛政權主持维持会之請。民国二十八年（1939年）卒。工书法。